# Tacca chantrieri
Pour les articles homonymes, voir Tacca (homonymie).
Espèce
Classification phylogénétique
Tacca chantrieri, la fleur chauve-souris, est une espèce de plantes de la famille des Taccaceae selon la classification classique, ou des Dioscoreaceae selon la classification phylogénétique. C'est une plante herbacée vivace vivant dans les régions tropicales. Elle est indigène en Thaïlande, au Myanmar (Birmanie) et dans les régions adjacentes de la Chine. Elle est fréquemment cultivée et largement introduite dans le reste de l'Asie tropicale.
Cette espèce est dépourvue de tige et possède de grandes feuilles ovales vert brillant pouvant atteindre 60 centimètres de long.
Cette plante doit son nom de « fleur chauve-souris » à son inflorescence très particulière, ressemblant à une chauve-souris de par sa forme et sa couleur. Les fleurs sont pourpres avec de larges bractées brun violacé. Les fruits forment des baies et contiennent de nombreuses petites graines. La floraison a lieu de juin à décembre.

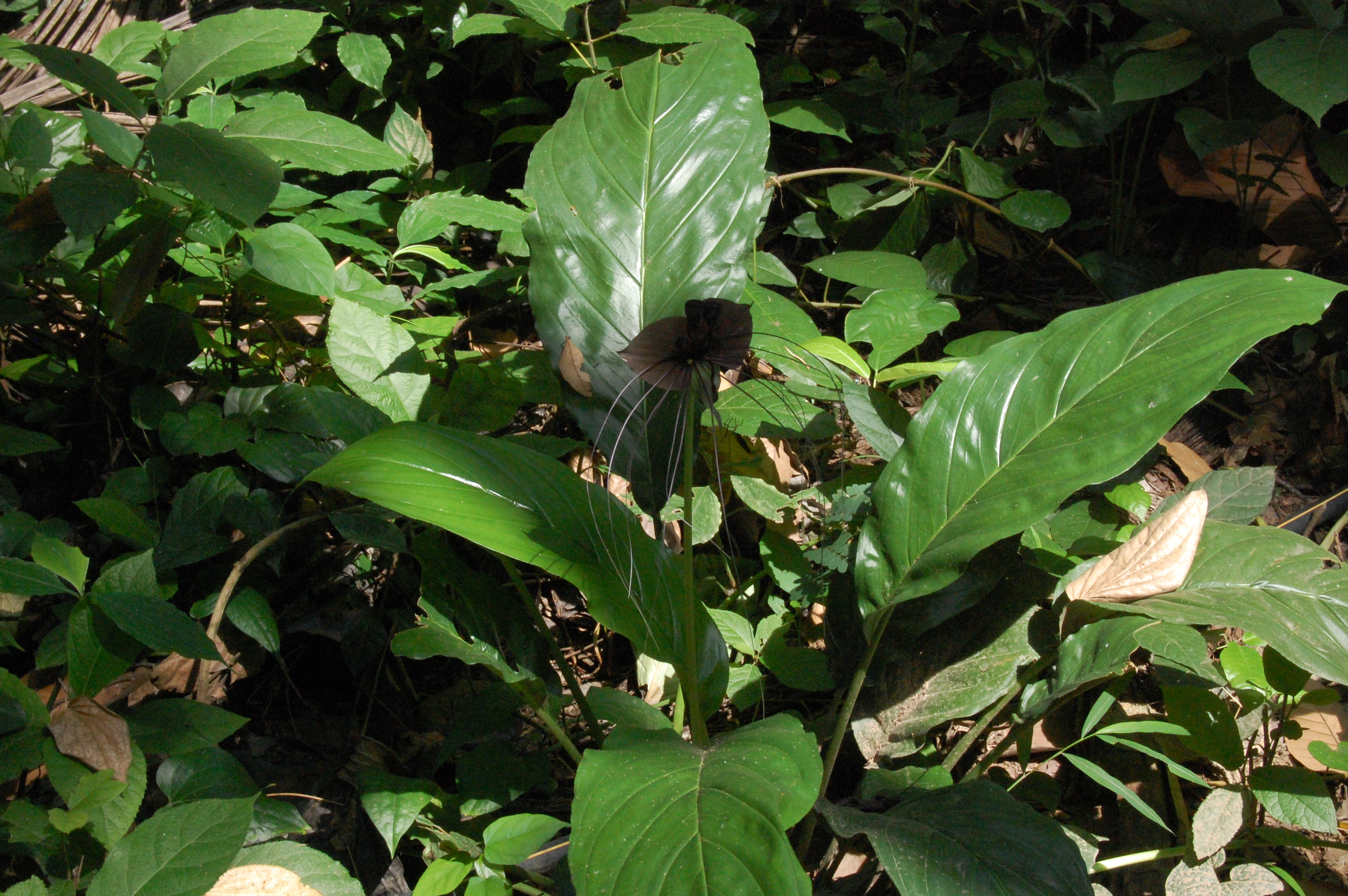
Tacca chantrieri en Thaïlande
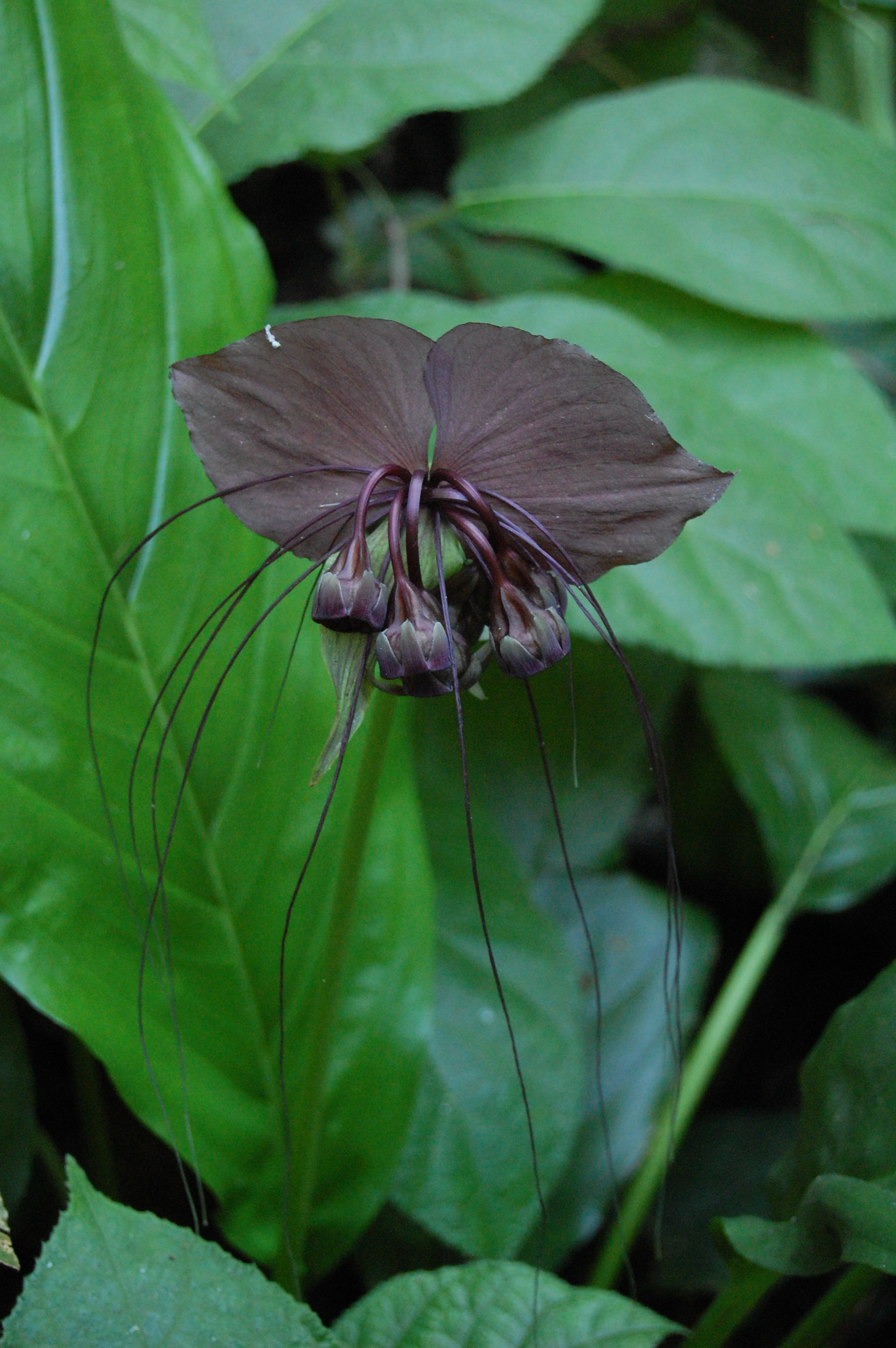
Tacca chantrieri fleur
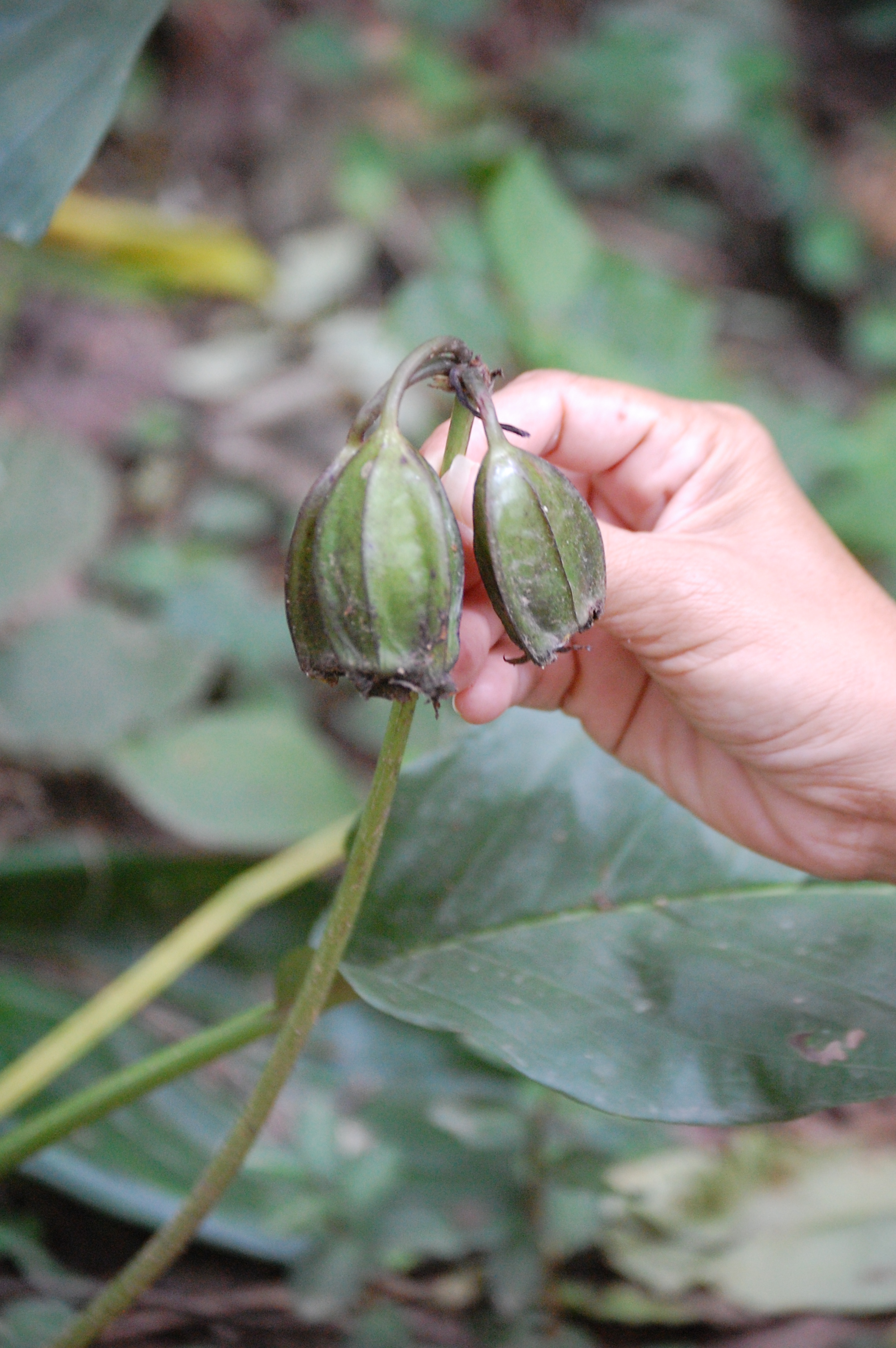
Tacca chantrieri fruits